# Gornyj (Kraj Nadmorski)
Gornyj (ros. Го́рный) – osiedle typu wiejskiego (w latach 1955–2013 – typu miejskiego) w Rosji, w rejonie kirowskim (Kraj Nadmorski). 
W 2010 roku liczyła 100 mieszkańców.